# Молини (Белуно)
Молини (итал. Molini) је насеље у Италији у округу Белуно, региону Венето.
Према процени из 2011. у насељу је живело 129 становника. Насеље се налази на надморској висини од 704 м.